# Leicester Hockey Club
Leicester Hockey Club is een hockeyclub uit de Engelse plaats Leicester. De club stamt uit het jaar 1894 en daarmee behoort de club tot de oudste van Europa.
De dames van Leicester werden landskampioen in 1994, 2007, 2008, 2009. In 1993, 1999, 2001, 2005 werd de beker gewonnen. Zodoende deden de dames een meerdere malen mee aan de Europacup I en II toernooien.